# 방과 후 제방 일지

방과 후 제방 일지(放課後ていぼう日誌, Diary of Our Days at the Breakwater)는 코사카 야스유키의 레크리에이션 낚시에 관한 일본 만화 시리즈이다. 2017년 2월부터 아키타 쇼텐의 청년 만화 잡지 영 챔피언 레츠(Young Champion Retsu)에 연재되었으며 2023년 9월 현재 단행본 11권으로 수집되었다. 동화공방이 각색한 애니메이션 TV 시리즈는 2020년 4월 7일부터 9월 22일까지 방영되었다. 실사 웹 드라마 각색은 2023년 6월부터 8월까지 방영됐다.